# Peter Heinrich (Mediziner)
Peter Heinrich (* 26. Dezember 1927 in Bunzlau, Niederschlesien; † 8. November 2012 in Magdeburg) war ein deutscher Chirurg und Hochschullehrer.

## Leben
Peter Heinrich wurde in der Provinz Niederschlesien als Sohn eines Keramikers und einer Kindergärtnerin geboren. Am Ende des Zweiten Weltkriegs flüchtete die Familie nach Nossen in Sachsen. Peter Heinrich legte dort 1949 sein Abitur ab. Danach studierte er bis 1954 an der Universität Leipzig Medizin. An der 1953 umbenannten Karl-Marx-Universität wurde er 1954 zum Dr. med. promoviert. 1955–1961 war Heinrich als Assistenzarzt am Bezirkskrankenhaus Görlitz tätig. Dort war Clemens Nartschik Oberarzt. 1960 bestand er die Facharztprüfung für Chirurgie. Heinrich wechselte 1962 an die Universität Rostock, wo er zunächst als Assistenzarzt, ab 1964 als Oberarzt unter Walter Schmitt tätig war. 1969 erwarb er in Rostock die Promotion B. Im selben Jahr wurde er zum Dozenten ernannt. Zudem wurde er zum Leiter der Abteilung für Gefäßchirurgie und stellvertretenden Direktor für Lehre und Ausbildung ernannt. 1974 wurde Peter Heinrich zum Professor ernannt. Ein Jahr später folgte er als Nachfolger von Werner Lembcke dem Ruf auf den Lehrstuhl für Chirurgie an der Medizinischen Akademie Magdeburg. 1976 gründete er die Chirurgische Gesellschaft an der Medizinischen Akademie Magdeburg. Er leitete die Klinik für Chirurgie bis zu seiner Emeritierung 1993 und war danach noch bis 1996 in eigener Arztpraxis in Magdeburg tätig. Zu seinem Nachfolger wurde Hans Lippert berufen. Peter Heinrich starb 2012 im Alter von 84 Jahren.
Peter Heinrich war ab 1969 zeitweilig Vorsitzender der Arbeitsgemeinschaft Gefäßchirurgie der Gesellschaft für Chirurgie der DDR und ab 1989 letzter Vorsitzender der Gesellschaft für Chirurgie der DDR. Er wurde außerdem 1980 zum Ehrenmitglied der Ungarischen Gesellschaft für Angiologie ernannt und erhielt 1989 den Forschungspreis Dr. Gustav Ricker. Mehrere Jahre war Heinrich Mitglied des Beirates vom Zentralblatt für Chirurgie unter der Herausgeberschaft seines früheren Chefs Schmitt und Helmut Wolff.

## Schriften
- mit Ulla Schneidewind: Wunde und Wundheilung. Institut für Weiterbildung mittlerer medizinischer Fachkräfte, Potsdam 1984.
- Gefäßchirurgie. Diagnostik, Indikation und Hinweise für gefäßchirurgische Möglichkeiten. 2., überarb. Auflage. Johann Ambrosius Barth Verlag, Leipzig 1988, ISBN 3-335-00064-1.
- mit Renate Oschatz und Ekkehard Willenberg: Arterienverletzungen. J. A. Barth, Leipzig / Urban & Fischer, München 1982, ISBN 3-541-10711-1.
- Wunde und Wundheilung. Lau Ausbildungssysteme, Reinbek 1992, ISBN 3-928537-08-3.
- Die ordentliche Operationsschwester oder der gesattelte Schäferhund: Heiteres und Besinnliches aus dem Alltag. Papenberg-Verlag, Haldensleben 2003, ISBN 3-934961-16-9.

## Herausgeber
- Das Operationsrisiko. VCH, Weinheim 1987, ISBN 3-527-15338-1 / J. A. Barth, Leipzig 1987, ISBN 3-335-00016-1.
- Diagnostisch-therapeutisches Vademecum. 42. Auflage. J. A. Barth, Leipzig 1990, ISBN 3-335-00110-9.